# چهارسوق و مسجد حاج محمدحسین
چهار سوق و مسجدحاج محمدحسین در اردکان، مرکزشهر، روبروی مدرسه علمیه واقع شده و این اثر در تاریخ ۳۰ دی ۱۳۵۳ با شمارهٔ ثبت ۱۶۲۸ به‌عنوان یکی از آثار ملی ایران به ثبت رسیده است.